# فيليكس ووكر (سياسي)
فيليكس ووكر هو سياسي سويسري، ولد في 5 مارس 1935. حزبياً، نشط في حزب الشعب الديمقراطي المسيحي في سويسرا ‏.